# Herbert Lochs

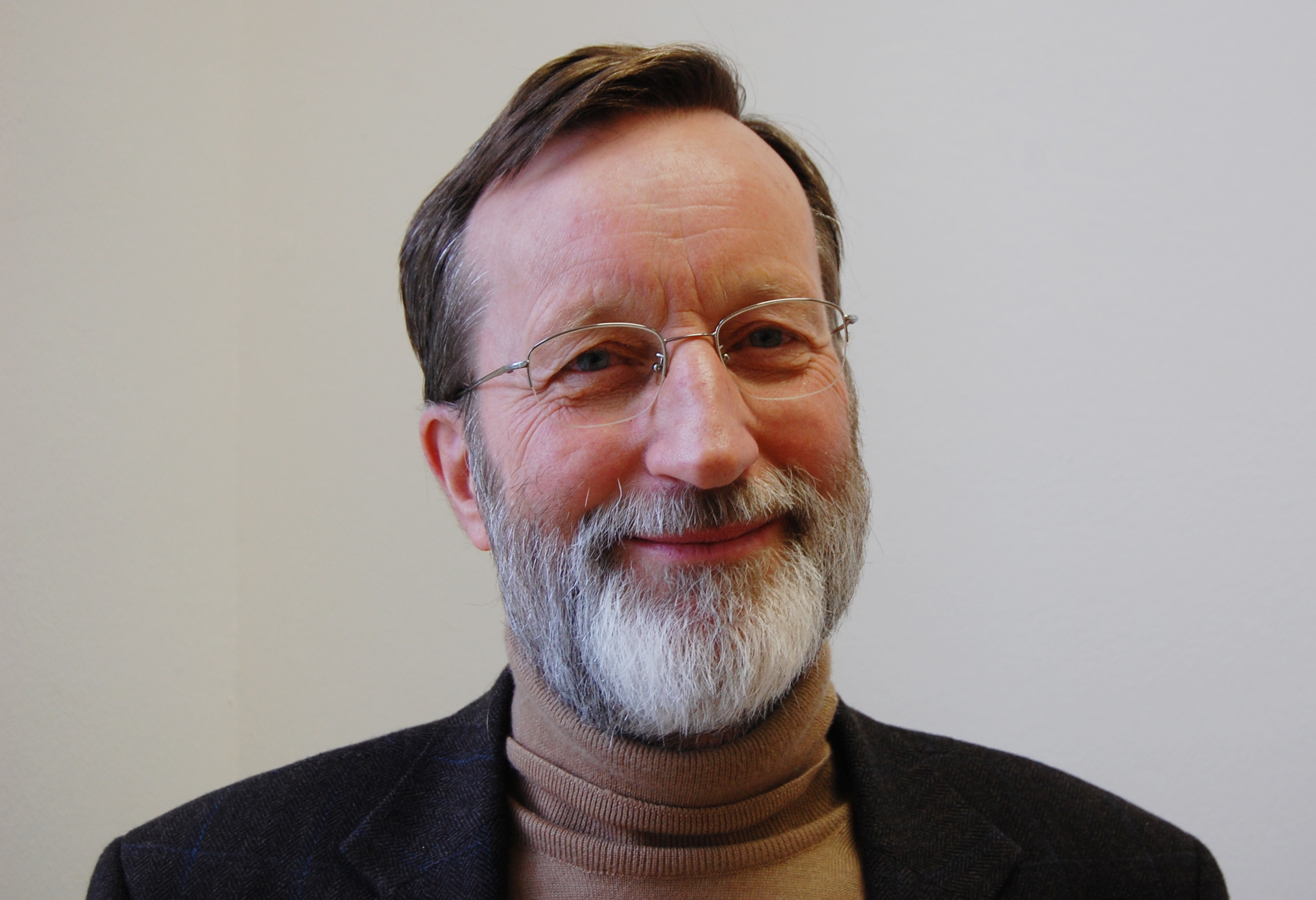
Herbert Lochs (2009)

Herbert Lochs (* 20. Oktober 1946 in Innsbruck; † 10. Februar 2015 ebenda) war ein deutsch-österreichischer Mediziner. Er war seit Juli 1994 als Direktor der Medizinischen Klinik und Poliklinik mit Schwerpunkt Gastroenterologie, Hepatologie und Endokrinologie des Universitätsklinikums Charité in Berlin tätig. Am 1. Oktober 2009 übernahm er als Nachfolger des vorzeitig des Amtes enthobenen Rektors Clemens Sorg die Leitung der Medizinischen Universität Innsbruck und übte dieses Amt bis zum 30. September 2013 aus.
Seine wissenschaftlichen Schwerpunkte lagen im Bereich Stoffwechsel und Ernährung sowie in der Onkologie und Hepatologie.

## Leben
Herbert Lochs absolvierte im Jahr 1964 seine Matura mit Auszeichnung. 1970 wurde er zum Doktor med. univ. an der Universität Innsbruck promoviert. Zwischen 1970 und 1972 folgte eine Assistenz am Pharmakologischen Institut der Universität Innsbruck. Von 1973 bis 1978 war er Assistent an der Medizinischen Fakultät der Universität Wien, zuerst an der 1. Medizinischen Universitätsklinik, später an der IV. Universitätsklinik für Gastroenterologie und Hepatologie.
Im Jahr 1979 erhielt Lochs die Anerkennung als Facharzt für Innere Medizin durch die Österreichische Ärztekammer. Von 1984 bis 1986 folgte ein zweijähriger Studienaufenthalt an der University of Pittsburgh. Er verfasste wissenschaftliche Arbeiten unter anderem zum Stoffwechsel von parenteral verabreichten Dipeptiden und zum organspezifischen Stoffwechsel von Glutamin.
Im Jahr 1985 wurde ihm die Lehrberechtigung für das Fach Innere Medizin verliehen; sein Habilitationsthema war Ernährungstherapie bei Morbus Crohn.
Von 1986 bis 1994 baute Lochs eine eigene Arbeitsgruppe an der IV. Medizinischen Universitätsklinik in Wien zum Thema Stoffwechsel und Ernährung in der Gastroenterologie auf. In dieser Zeit leitete und publizierte er die Europäische Crohn-Studie IV und die Europäische Crohn-Studie VI (Ernährungstherapie bei Morbus Crohn und Rezidivprophylaxe bei postoperativem Morbus Crohn). Außerdem führte er Untersuchungen zu organspezifischem Stoffwechsel von Aminosäuren und Dipeptiden beim Menschen durch.
Im Jahr 1991 wurde ihm der Berufstitel außerordentlicher Universitätsprofessor verliehen.
Von Juli 1994 bis Oktober 2009 war Lochs Direktor der Medizinischen Klinik und Poliklinik mit Schwerpunkt Gastroenterologie, Hepatologie und Endokrinologie des Universitätsklinikums Charité in Berlin. Für seine Verdienste in der medizinischen Forschung erhielt er 2008 das österreichische Ehrenkreuz für Wissenschaft und Kunst I. Klasse. Am 1. Oktober 2009 übernahm er das Amt des Rektors der Medizinischen Universität Innsbruck.
Lochs veröffentlichte neben Arbeiten zur klinischen Ernährung insbesondere zu den Themen Lokaltherapie von Gallengangs-, Leber- und Pankreastumoren, neue Therapiekonzepte bei chronisch entzündlichen Darmerkrankungen, Bedeutung der intestinalen Barriere für Katabolie und Kachexie, Genetik von chronisch entzündlichen Darmerkrankungen sowie seltenen Stoffwechselerkrankungen und Mukosale Flora bei verschiedenen gastroenterologischen Erkrankungen.

## Tätigkeit in Wissenschaftlichen Gesellschaften
Herbert Lochs war langjähriger Präsident und Vizepräsident der Österreichischen Arbeitsgemeinschaft für klinische Ernährung. Er organisierte regelmäßig die gemeinsamen Jahrestagungen der deutschen, österreichischen und Schweizer Gesellschaften für klinische Ernährung. Zwischen 1992 und 1994 war Lochs Präsident der European Society for Parenteral and Enteral Nutrition. Im Jahr 1992 organisierte er den Kongress der ESPEN in Wien. Von 2000 bis 2006 war er Präsident und Vizepräsident der Deutschen Gesellschaft für Ernährungsmedizin. Lochs organisierte regelmäßig den Kongress Ernährung, Diätetik, Infusionstherapie in Berlin. Im Jahr 2006 organisierte er die gemeinsame Jahrestagung der deutschen, österreichischen und Schweizer Gesellschaften für Ernährungsmedizin in Berlin. Seit 2004 ist er laufend  European Councellor for Nutrition and Metabolism der American Gastroenterologal Association. Im Jahr 2003 entwickelte und publizierte Lochs die evidenzbasierten Leitlinien Enterale Ernährung der Deutschen Gesellschaft für Ernährungsmedizin. Zwischen 2004 und 2006 entwickelte und publizierte er die ESPEN Guidelines for Enteral Nutrition.

## Ehrenmitgliedschaften
- Ungarische Gesellschaft für Ernährungsmedizin
- Tschechische Gesellschaft für Medizin JE Purkinye
- Polnische Gesellschaft für Ernährungsmedizin
- Ungarische Gesellschaft für Gastroenterologie
- Gesellschaft für klinische Ernährung der Schweiz
- European Society for Clinical Nutrition and Metabolism

## Mitgliedschaft in Fachgesellschaften
- Österreichische Arbeitsgemeinschaft für klinische Ernährung
- Österreichische Gesellschaft für Ernährungsforschung
- European Society for Parenteral and Enteral Nutrition ESPEN
- Österreichische Gesellschaft für Innere Medizin
- Deutsche Gesellschaft für Ernährungsmedizin (DGEM)
- Deutsche Gesellschaft für Verdauungs- und Stoffwechselerkrankungen (DGVS)
- The American Gastroenterological Association (AGA)
- Deutsche Morbus Crohn/Colitis ulcerosa Vereinigung (DCCV)
- Arbeitsgemeinschaft für Klinische Ernährung (AKE)
- Gesellschaft für Fortschritte in der Inneren Medizin
- GASTRO-Liga Dt. Ges. zur Bekämpfung der Erkrankungen von Magen, Darm, Leber e.V.
- International Organization of Inflammatory Bowel Disease (IOIBD)
- Deutsche Gesellschaft für Innere Medizin (DGIM)
- Deutsche Krebsgesellschaft